# Calle 23

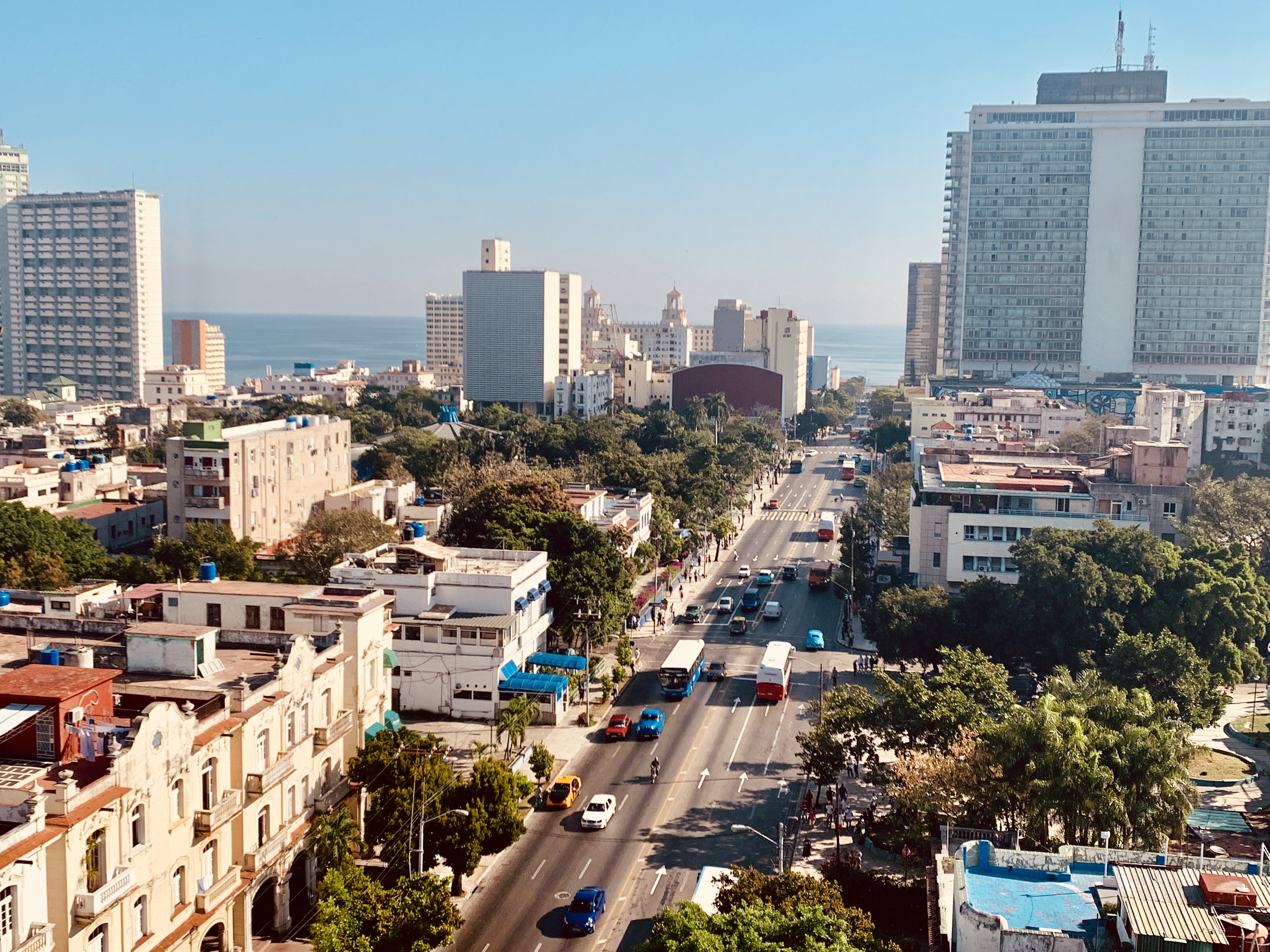
Blick über die Calle 23 in Richtung Meer. Man sieht u. a. das Focsa-Gebäude (links) und das Habana Libre (rechts)

Die Calle 23 (spanisch für 23. Straße, auch: Avenida 23) ist eine Straße in Kubas Hauptstadt Havanna. Sie durchquert den Stadtteil Vedado vom Malecón bis zum Almendares-Park an der Grenze zu Miramar, wo sie als Avenida 41 fortgesetzt wird. Der untere Teil, vom Malecón bis zur Calle L, Höhe Hotel Habana Libre, wird wegen ihres steilen Anstiegs im Volksmund auch La Rampa (die Rampe) genannt.
An ihr liegen des Weiteren das Hotel Nacional, das Cine Yara, die Eisdiele Coppelia sowie der Kolumbus-Friedhof. Sie wird von der Avenida de los Presidentes gekreuzt. Auch einige Ministerien und Institute befinden sich hier. Gesäumt wird die Straße ansonsten von zahlreichen Villen.

## Geschichte

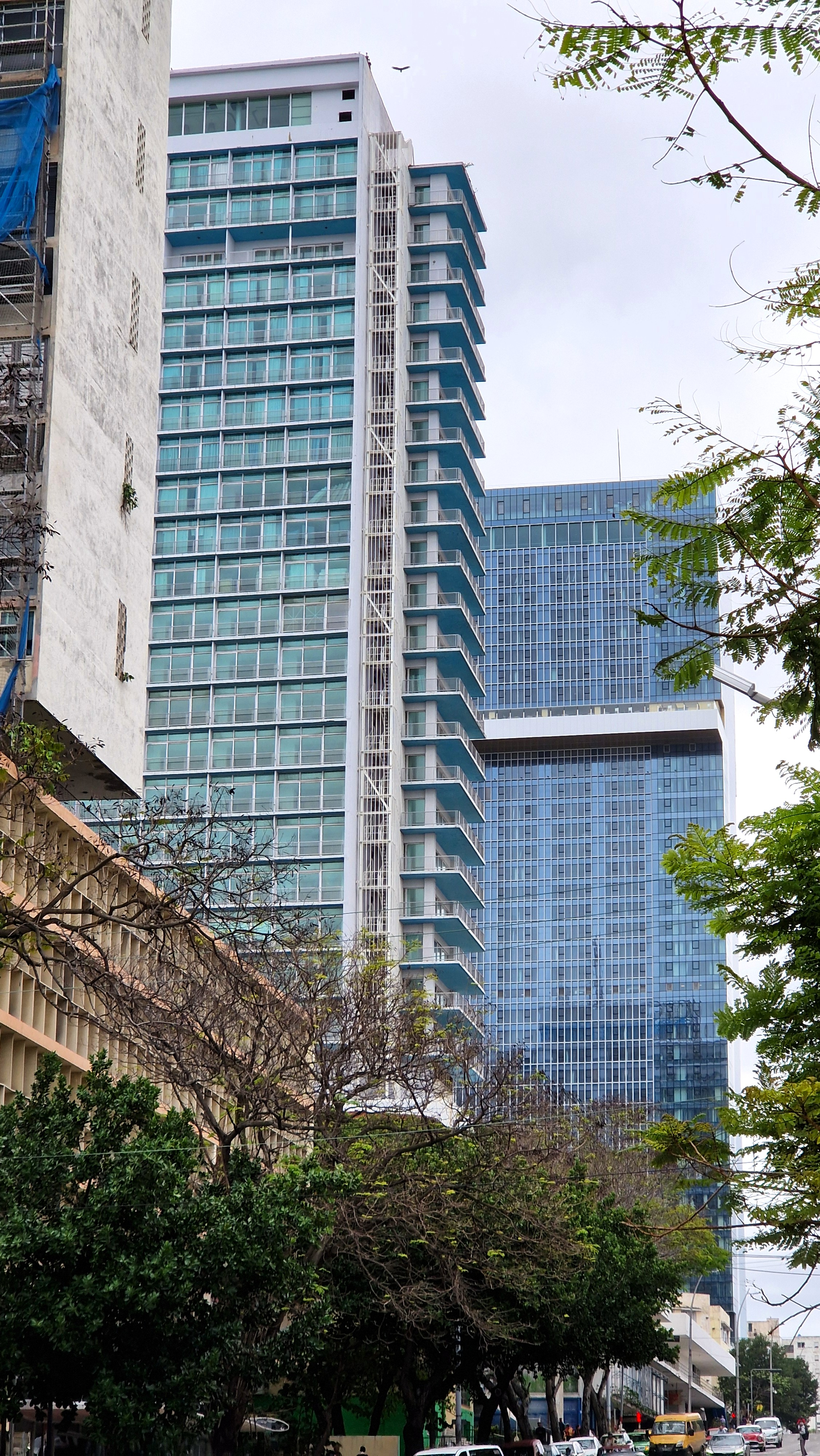
Blick vom unteren Teil der Rampa auf das Hotel Habana Libre sowie das neu errichtete Hotel Torre K.

Die Planungen für diese Straße begannen 1862. Ab 1916 wurde sie bis zum Meer verlängert. Unter der Präsidentschaft von General Menocal erfolgte die Verlängerung bis zum Río Almendares.
Zunächst hieß sie Paseo de Medina. Während der Diktatur von Gerardo Machado war sie nach ihm benannt und am unteren Ende, an der Ecke zum heutigen Malecón wurde ihm zu Ehren eine Straßenlaterne errichtet, die jedoch seine Diktatur nicht überdauerte. Die heutige Bedeutung der Rampa entwickelte sich in den 1940er und 1950er Jahren, als sich dieser Straßenabschnitt zu einem beliebten Ausflugsziel für Nachtschwärmer unter den Habaneros entwickelte.